# 유덕 (광평절후)
유덕(劉德, ? ~ ?)은 전한 후기의 제후로, 광릉효왕의 아들이다.

## 행적
건소 5년(기원전 34년), 광평후(廣平侯)에 봉해졌다. 시호를 절이라 하였고, 아들 유덕이 작위를 이었다.

## 출전
- 반고, 《한서》 권15하 왕자후표 下

| 선대 (첫 봉건) | 전한의 광평후 기원전 34년 12월 ~ ? | 후대 아들 유덕 |